# Eleutherolaimus parasabulicolus
Eleutherolaimus parasabulicolus är en rundmaskart. Eleutherolaimus parasabulicolus ingår i släktet Eleutherolaimus, och familjen Linhomoeidae. Arten är reproducerande i Sverige.